# Либсторф
Либсторф (њем. Lübstorf) општина је у њемачкој савезној држави Мекленбург-Западна Померанија. Једно је од 91 општинског средишта округа Нордвестмекленбург. Према процјени из 2010. у општини је живјело 1.478 становника. Посједује регионалну шифру (AGS) 13058064.

## Географски и демографски подаци
Либсторф се налази у савезној држави Мекленбург-Западна Померанија у округу Нордвестмекленбург. Општина се налази на надморској висини од 40 метара. Површина општине износи 43,7 km². У самом мјесту је, према процјени из 2010. године, живјело 1.478 становника. Просјечна густина становништва износи 34 становника/km².

## Међународна сарадња
| Мјесто   | Држава   | Врста сарадње | Од    |
| -------- | -------- | ------------- | ----- |
|          | Румунија | контакт       | 1995. |
| Палдиски | Естонија | контакт       | 1995. |
| Извор    |          |               |       |